# Pedernales (República Dominicana)
Pedernales es capital sede administrativa provincial y municipio de la República Dominicana, situado en la provincia de Pedernales.

## Localización
El municipio, que es la cabecera de la provincia de su nombre, está situado en el suroeste del país. Al estar ubicada en la frontera, hay un cruce a la ciudad haitiana de Anse-à-Pitre.

## Límites
Municipios limítrofes:
|                                          | Norte: Duvergé y Mella   |                                 |
| Oeste: Anse-à-Pitre (Haití) y Mar Caribe |                          | Este: Polo, Enriquillo y Oviedo |
|                                          | Sur: Mar Caribe y Oviedo |                                 |

## Distritos municipales
Está formado por los distritos municipales de:
| Nombre                    | Código   |
| ------------------------- | -------- |
| Pedernales                | 06160101 |
| José Francisco Peña Gómez | 06160102 |

## Demografía
Según el Censo de Población y Vivienda de 2002, el municipio tenía una población total de 13 805 habitantes, incluyendo la población del distrito municipal José Francisco Peña Gómez, de los cuales 6941 eran hombres y 6864 mujeres. La población urbana del municipio era el 74.89 % de la población total.

## Historia
Aunque desde tiempos coloniales habitaban la región algunas personas, se puede considerar que el municipio fue fundado en el año 1927 cuando el gobierno de Horacio Vásquez creó una colonia agrícola, poniéndola bajo la protección de la Virgen de la Altagracia y perteneciente al municipio de Enriquillo. 
En el año 1934 se construyó la primera fortaleza militar en el lugar y en 1937 se hizo la carretera Oviedo-Pedernales.
El Ayuntamiento de Enriquillo elevó, por medio de una resolución en 1938, a Pedernales a la categoría de Distrito Municipal, para ser elevado a Municipio en 1947. Al crearse la Provincia Pedernales, en diciembre de 1957, la ciudad de Pedernales pasó a ser el municipio cabecera de la nueva provincia.

## Clima
Tiene un clima desértico con un régimen de lluvias de verano (BWhw); la temperatura media anual es de 29 °C y tienen una media de 390 mm de lluvia anual. Es una de las localidades más secas de la República Dominicana.
En la sabana desértica las temperaturas alcanzan durante el día los 34 °C, mientras que en la montaña las temperaturas bajan hasta los 10 °C en la madrugada.

## Economía
Las principales actividades económicas del municipio son la ganadería de carne, la agricultura, la minería y la pesca.

### Agropecuaria
Los principales productos agrícolas son la habichuela y el café, producidos ambos en las montañas. El ganado vacuno y caprino se desarrolla en la sabana de Sansón a veces como ganado cimarrón, La pesca se realiza principalmente en los alrededores de la Isla Beata, siendo importantes las capturas de langostas y lambí.

### Minería
Ya no se continua extrayendo algo de bauxita.

### Turismo
El turismo, sobre todo por visitantes nacionales, ha ido aumentando notablemente debido a los recursos paisajistas de la región. Los principales puntos visitados por turistas son la Bahía de las Águilas y el Parque nacional Sierra de Bahoruco, ambos a corta distancia de la ciudad.

## Hermanamiento
- Villagonzalo Pedernales, España